# Cigomicosis
Cigomicosis  o zigomicosis es el término más global que existe para referirse a las infecciones causadas por hongos del filo cigomicota. Sin embargo, a causa de que el filo cigomicota ha sido identificado como polifilético, y no es incluido en los sistemas actuales de clasificación fúngica, las enfermedades a las cuales puede aludir el término cigomicosis se opta por nombrarlas de manera específica, incluyendo: mucormicosis (del orden Mucorales), ficomicosis (del orden ficomicetes) y basidiobolomicosis (del orden Basidiobolus). Estas raras pero aún serias enfermedades fúngicas que pueden llegar a implicar riesgo vital, usualmente afectan la cara y la cavidad orofaringea.

## Causas

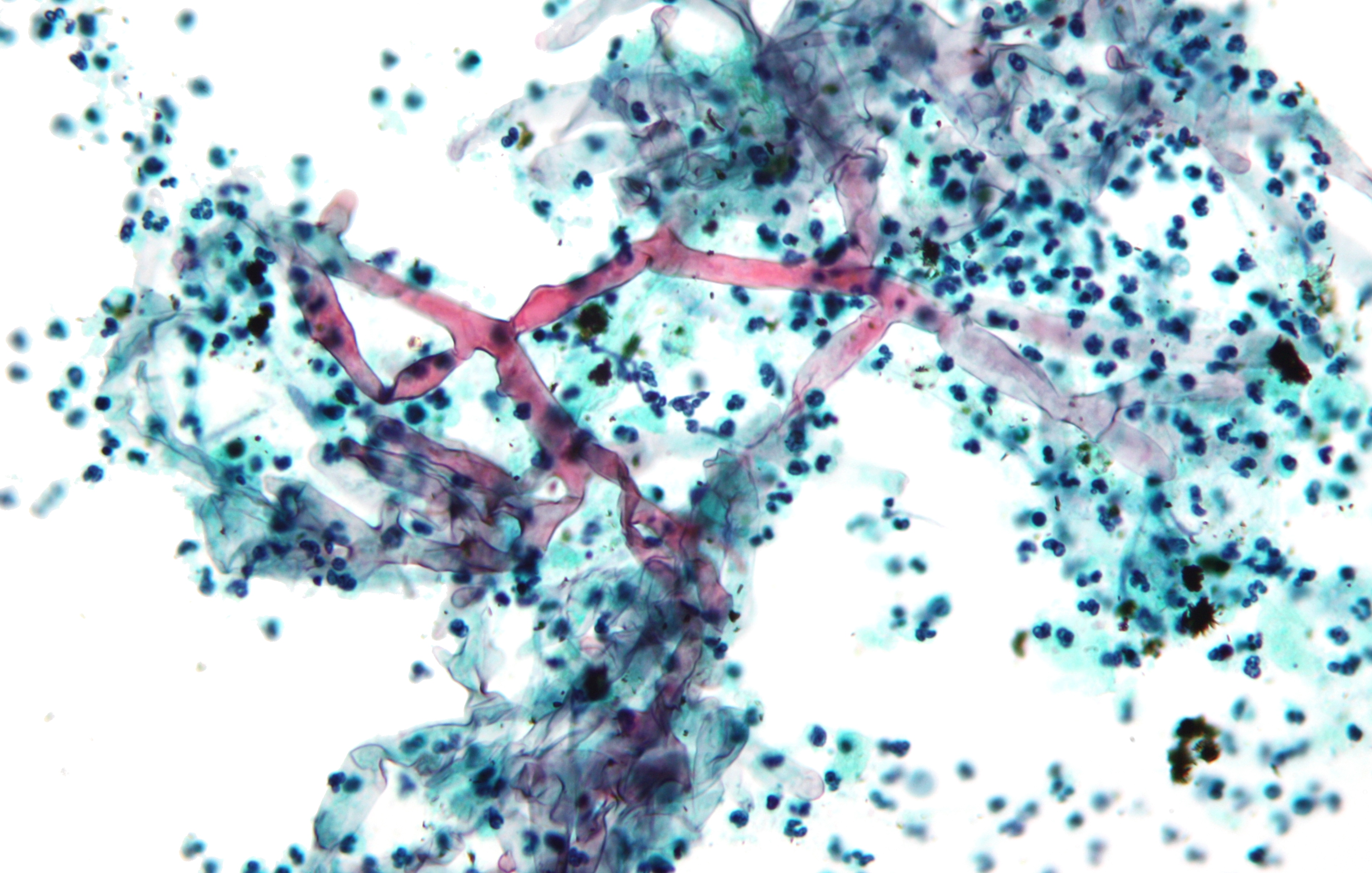
Micrografía que muestra una infección por zigomicetos.

La cigomicosis es causada por especies de dos órdenes: Mucorales y Entomophthorales, siendo el primero el que produce mayor cantidad de infecciones Estas enfermedades son conocidas como "mucormicosis" y "entomophthoramicosis", respectivamente.
- Orden Mucorales (mucormycosis)
  - Familia Mucoraceae
    - Absidia (Absidia corymbifera)
    - Apophysomyces (Apophysomyces elegans)
    - Mucor (Mucor indicus)
    - Rhizomucor (Rhizomucor pusillus)
    - Rhizopus (Rhizopus oryzae)

  - Familia Cunninghamellaceae
    - Cunninghamella (Cunninghamella bertholletiae)

  - Familia Thamnidiaceae
    - Cokeromyces (Cokeromyces recurvatus)

  - Familia Saksenaeaceae
    - Saksenaea (Saksenaea vasiformis)

  - Familia Syncephalastraceae
    - Syncephalastrum (Syncephalastrum racemosum)

- Orden Entomophthorales (entomophthoramycosis)
  - Familia Basidiobolaceae
    - Basidiobolus (Basidiobolus ranarum)

  - Familia Ancylistaceae
    - Conidiobolus (Conidiobolus coronatus/Conidiobolus incongruus)

## Fisiopatología
Las infecciones del tipo zigomicótica son frecuentemente provocadas por hongos encontrados en el suelo y en los vegetales en descomposición. Mientras la mayoría de los individuos se ven expuestos a este tipo de hongos, un ser humano normalmente puede combatir de manera adecuada este tipo de infecciones, mientras que aquellos individuos con alteraciones inmunológicas resultan más propensos a desarrollar una posible infección. Estos tipos de infecciones también son comunes después de desastres naturales, tales como tornados y terremotos, donde las personas se encuentran con múltiples heridas que pueden resultar expuestas al polvo del suelo o a materia vegetal.

## Cuadro clínico
La condición puede afectar el tracto gastrointestinal o la piel. En los casos no asociados a lesiones, usualmente comienza en la nariz y en las cavidades paranasales, siendo una de las infecciones fúngicas de más rápida diseminación Síntomas comunes incluyen trombosis y necrosis del tejido tisular.

## Tratamiento
El tratamiento consiste de un ataque intensivo de fármacos antifúngicos, además de cirugía para remover el tejido infectado. El pronóstico varía según el área afectada y de las circunstancias del huésped

## Oomicosis en animales
El término oomicosis es usado para las infecciones producidas por hongos de la clase Oomycetes Aquellas infecciones son más comunes en animales, principalmente en caballos y perros. Estos agentes son de la clase Oomycetes del reino Protista, no siendo hongos verdaderos. Se incluye la pithiosis (causada por Pythium insidiosum) y la lagenidiosis. La cigomicosis fue descrita en un gato, donde la infección fúngica de la vía respiratoria superior condujo a una enfermedad respiratoria que requirió la eutanasia del animal

## Cigomicosis en desastres naturales
La cigomicosis fue encontrada en sobrevivientes del Terremoto del océano Índico de 2004 y del Tornado de Joplin de 2011.